# Komel
Komel je priimek v Sloveniji, ki ga je po podatkih Statističnega urada Republike Slovenije na dan 1. januarja 2010 uporabljalo 397 oseb.

## Izvor
Priimek Komel izhaja iz besede Comèl, kratice imena Jacomèl, ki je tvorjenka furlanskega osebnega imena Jacom, srednjeveške različice imena Jacum (Jakob). Poleg priimkov Comel in Komel sta v Italiji pogosti tudi toskanizirani obliki Comello in Comelli. Prvo pričevanje sega v 14. stoletje v Huminu.

## Znani nosilci priimka
- Alan Komel (*1982), odbojkar
- Andrej Komel pl. Sočebran (1829–1892), častnik avstrijske vojske
- Andrina Tonkli Komel (*1961), filozofinja, univerzitetna profesorica
- Anja Petković Komel, slovenska matematičarka
- Boštjan Komel, grafični oblikovalec, vizualni umetnik
- Damjan Komel (*1971), kipar
- Dean Komel (*1960), filozof, univ. profesor
- Emil Komel (1875–1960), skladatelj, zborovodja
- Franta Komel (1924–2015), statistik, državni uradnik, direktor Zavoda za statistiko
- Igor Komel (*1952), narodno-kulturni delavec v Gorici
- Ivana Komel (*1983), pesnica, literatka, kritičarka
- Kristi Komel, tekstilna oblikovalka
- Mateja Komel Snoj (*1966), literarna komparativistka, prevajalka, publicistka
- Mateja Komel, oblikovalka unikatnega srebrnega nakita
- Matjaž Komel - Ludvik (*1987), vizualni konceptualni umetnik, oblikovalec
- Mihael Komel (1823–1910), šolnik in skladatelj
- Mirt Komel (*1980), filozof, sociolog, pisatelj, dramatik, esejist, prevajalec
- Primož Komel (*1973), geolog
- Radovan Komel (*1947), biokemik, molekularni biolog/genetik, univ. profesor (MF), predsednik Prirodoslovnega društva Slovenije
- Rok Komel (*1966), etnolog in zgodovinar, lončar v Žičah
- Sebastjan Komel (*1986), nogometaš
- Silvester Komel (1931–1983), slikar, likovni pedagog
- Teja Komel Klepec, strok. sodel. Inštituta za kulturne in spominske študije ZRC SAZU
- Tina Komel (*1980), komercialistka in političarka